# Tabéry Géza
Tabéry Géza (Nagyvárad, 1890. július 17. – Nagyvárad, 1958. január 6.) romániai magyar író, újságíró.

## Pályája
Jogi tanulmányait Nagyváradon, Genfben végezte és Kolozsvárott fejezte be, majd itthon a közigazgatásban helyezkedett el. 1909-től A Hét című lap munkatársa volt. 1914-ben a fronton megsebesült. A Tanácsköztársaság idején is hivatalt vállalt Nagyváradon, a bukás után börtönbe is került. Később a Tavasz és a Magyar Szó című lapok szerkesztőjeként, valamint több lap, köztük a Szemle munkatársaként is tevékenykedett. Baloldali irányzatú közírói tevékenységével az erdélyi magyarság önvédelmi szerveződését támogatta. Ady Endre örökségének következetes őrzője, az általa megszervezett és 1955-ben megnyílt nagyváradi Ady-múzeum igazgatója volt.
Az 1920-as évektől Erdély magyar irodalmi életében és sajtójában jelentős helyet töltött be. Az erdélyi színpadokon több színművét játszották (Helén vágyai, 1914; Mimikri, 1921; Álomhajó, 1922; Kolozsvári bál, 1923).
Legismertebb regényei az 1920-as években születtek. A Szarvasbika (1925) a két Bolyai, apa és fia ellentétének története. Pintér Jenő szerint a könyv „minden elbeszélő lendülete mellett is elbúsító példája a szellemében és stílusában beteg irodalomnak.” A Tűzmadár (1927) két költött nevű nép, a gitánok és a liburok ellenségeskedésének rajza, kísérlet a korabeli helyzet jelképes ábrázolására. A Vértorony (1929) Dózsa György parasztháborújának korát és eseményeit mutatja be; Pintér Jenő a középkori egyház elleni gyűlölködő vádiratnak, erotikus jeleneteit ízléstelennek tartja. A Fekete ablak (1936) kishivatalnok hősének sorsában a Királyhágón túli részek első világháborút követő szenvedését mutatja be. Az erdélyi magyarság kiszorul a városokból. Életben maradásához vissza kell térnie a faluba, egyetlen menedéke talán a föld lehet.
Utolsó éveiben átfogó önéletrajzi munkán dolgozott. A három kötetre tervezett műből csak az elsőt tudta befejezni, ez Két kor küszöbén címen 1970-ben jelent meg.
Tabéry Géza könyveinek egy része nyíltan vagy jelképesen liberális eszméket hirdet. „Történelmi regényei a társadalmi harcok mozgását, a világnézetek küzdelmét kívánják megvilágítani. (…) Regényei mégis egyenetlenek: hatalmasra formált hőseit sokszor romantikus jelmezbe öltözteti, egyébként szenvedélyes stílusereje gyakran téved nagyhangú szólamokba, a keresett archaizálás túlzásai közé.”

## Munkái
- Néma harc (regény, Békéscsaba, 1911)
- Klematiszos udvar (novellák. Békéscsaba, 1914)
- Veszta flagelláns (novellák, Békéscsaba, 1917)
- Át a Golgotán (regény. Békéscsaba, 1917)
- Forradalmi versek (Békéscsaba, 1918)
- Mimikri (színmű, Kolozsvár, 1921)
- Álomhajó (színmű, Nagyvárad, 1922)
- A kolozsvári bál (színmű, Kolozsvár, 1923)
- Szarvasbika (regény, Kolozsvár, 1925)
- Tűzmadár (regény, Kolozsvár, 1926)
- Vértorony I.–II. (regény, Kolozsvár, 1929)
- Emlékkönyv Az erdélyi irodalomról. (Kolozsvár, 1930)
- Októberi emberek (regény, Arad, 1934)
- Fekete ablak (regény, Budapest, 1936)
- A csucsai kastély kisasszonya (Brassó, 1939)
- A Frimont-palota (1941)
- Cenci, a váradi lány (1943)
- Medvetánc, Válogatás munkáiból (Bukarest, 1958)
- Két kor küszöbén. Önéletírások, Kriterion, Bukarest, 1970
- A halott liliom. Válogatott elbeszélések; vál. Réz Pál; Palatinus, Budapest, 2000 (Várad, villanyváros)
- Emlékkönyv; szöveggond. Tavaszi Hajnal, utószó Vallasek Júlia; Nagyváradi Ady Társaság, Nagyvárad, 2003 (NAT könyvek)